# رودی لورچ
رودی لورچ (انگلیسی: Rudi Lorch؛ زادهٔ ۲۰ ژانویهٔ ۱۹۶۶) بازیکن فوتبال اهل آلمان است.
از باشگاه‌هایی که در آن بازی کرده‌است می‌توان به باشگاه فوتبال اشتوتگارت و باشگاه فوتبال وی‌اف‌آر آلن اشاره کرد.